# Franziska Hentke
Franziska Hentke, née le 4 juin 1989, est une nageuse allemande spécialiste du papillon.

## Carrière
En 2014, elle obtient sa première médaille mondiale en terminant troisième sur le 200 m papillon aux Mondiaux en petit bassin derrière Mireia Belmonte et Katinka Hosszú.

## Palmarès

### Championnats du monde

#### En grand bassin
- Championnats du monde 2017 à Budapest (Hongrie) :
  -  Médaille d'argent du 200 m papillon

#### En petit bassin
- Championnats du monde 2014 à Doha (Qatar) :
  -  Médaille de bronze du 200 m papillon

### Championnats d'Europe

#### En grand bassin
- Championnats d'Europe 2016 à Londres (Royaume-Uni) : 
  -  Médaille d'or du 200 m papillon

#### En petit bassin
- Championnats d'Europe 2009 à Istanbul (Turquie) : 
  -  Médaille de bronze du 200 m papillon

- Championnats d'Europe 2013 à Herning (Danemark) : 
  -  Médaille d'argent du 200 m papillon

- Championnats d'Europe 2015 à Netanya (Israël) : 
  -  Médaille d'or du 200 m papillon